# Pseudunciola obliquua
Pseudunciola obliquua är en kräftdjursart som först beskrevs av Robert Alan Shoemaker 1949.  Pseudunciola obliquua ingår i släktet Pseudunciola och familjen Aoridae. Inga underarter finns listade i Catalogue of Life.